# 범무늬뾰족민달팽이
범무늬뾰족민달팽이 (학명: Limax maximus 리막스 막시무스[*])는 뾰족민달팽이과에 속하는 민달팽이의 일종이다. 최대종인 검은잿빛민달팽이 (Limax cinereoniger)와 같이 대형 뾰족민달팽이 가운데 하나이다.
범무늬뾰족민달팽이는 뾰족민달팽이속의 모식종이다. 성체는 몸길이가 10~20cm에 달하며 보통 연한 회색 또는 회갈색 체색에 점과 얼룩 무늬가 있으나 체색 및 무늬는 일정하게 정해진 것 없이 다양하다.
이 종은 매우 특이하고 특징적인 짝짓기 방식을 택하는데, 범무늬뾰족민달팽이 한 쌍이 나뭇가지나 다른 구조물에 매달리기 위해 점액으로 된 두꺼운 실을 사용하는 것이다.
유럽이 원 서식지이지만 전 세계 다른 많은 지역에 우연히 유입되어 있는데, 원 서식지 바깥에서 처음으로 이 민달팽이가 발견된 곳은 미국으로 1867년 필라델피아주에 등장하였다.

## 생김새

### 외부 구조
다 자란 성체의 몸길이는 10~20cm이다.
몸에서 가장 큰 부분은 둥글지만 꼬리에 짧은 용골이 있으며, 약 48개의 길고 분리된 혹이 있는 세로줄이 그어져 있다.
체색은 옅은 회색, 재색, 갈색 또는 때로는 황백색이다. 몸은 세로로 줄무늬가 있거나 검은색으로 얼룩 져 있다. 얼룩 무늬의 패턴은 다양하다. 방패에는 항상 검은색 얼룩무늬가 있다. 발은 재색 또는 황백색이 균일하게 묻어난다. 발주름은 색이 옅으며, 작은 아연성 검은 혹들이 줄지어 있다.

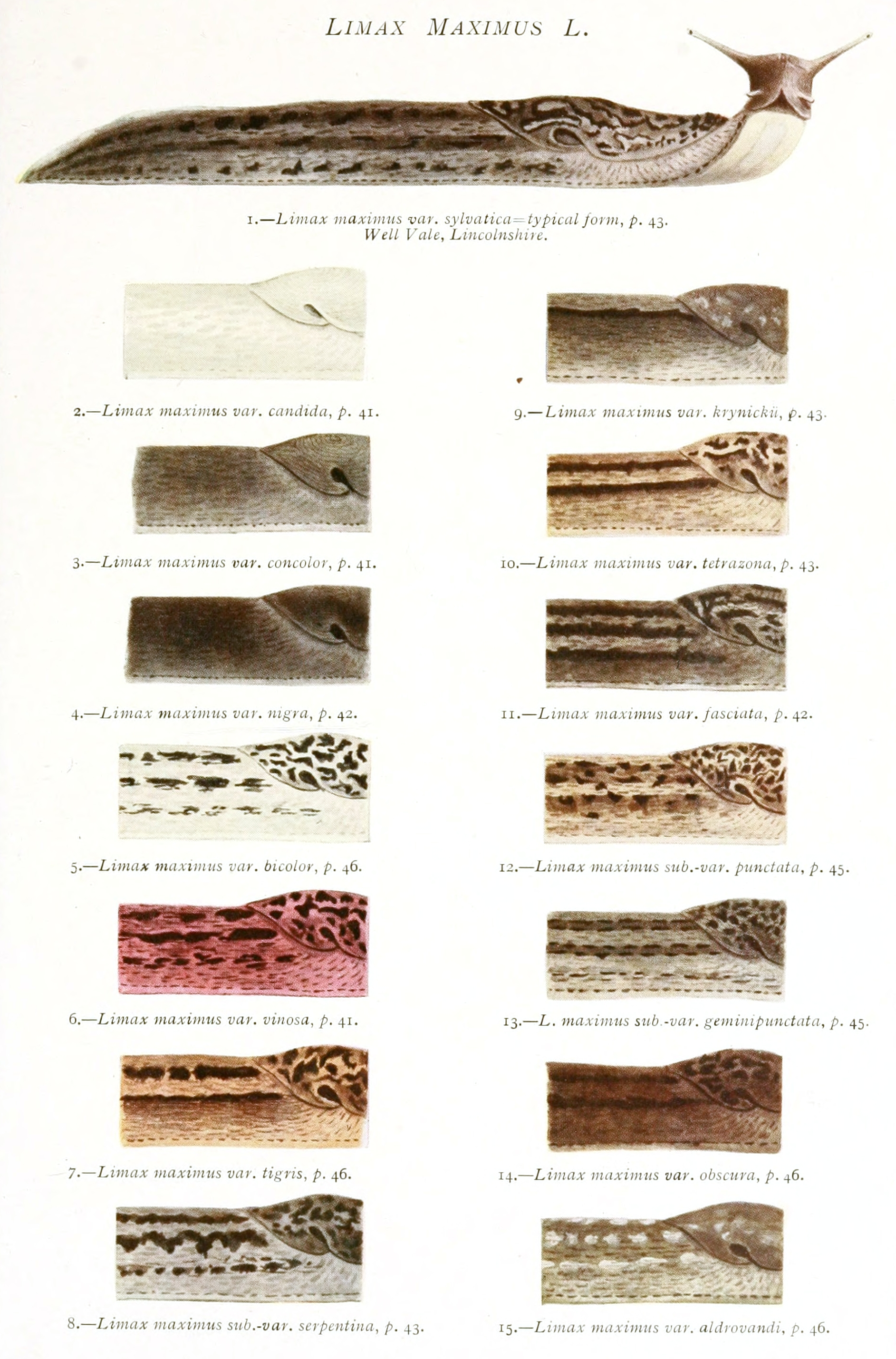
범무늬뾰족민달팽이의 색변이에 대한 그림

촉수는 매우 길고 가늘다. 생식공은 우상부 촉수의 기부 근처에 있다.

방패는 길쭉하며, 전체 몸길이의 약 ⅓에 해당한다. 방패는 앞쪽이 둥글고 뒤쪽이 각져 있으며, 움직일 때 약 80도의 각을 이룬다. 일반적으로 몸과 비슷한 색조를 띠지만, 검은색으로 대담하게 대리석 무늬나 점무늭가 있으며, 후부 핵 주위에 다소 동심원적으로 끊어진 능선이 있다.
숨구멍은 모든 뾰족민달팽이류와 같이 외투막의 중간점 바로 뒤에 있다.
점액은 무색이며 무지갯빛을 띠고, 점착성이 강하지 않다.
색 변이는 실제 분류적 의미가 없지만, 많은 색 변이가 기재되었으며, 그 중에서도 알프레드 모퀀-탄돈의 뱀살형(serpentinus), 전형(vulgaris), 통상형(cellarius), 존스턴형(johnstoni), 얼룩형(maculatus), 페루삭형(ferrussaci), 흑색형(obscurus), 붕대형(fasciatus) 및 적색형(rufescens) 변이, 그리고 피니의 코르날리(cornaliee) 변이가 두드러진다.

### 내부 구조

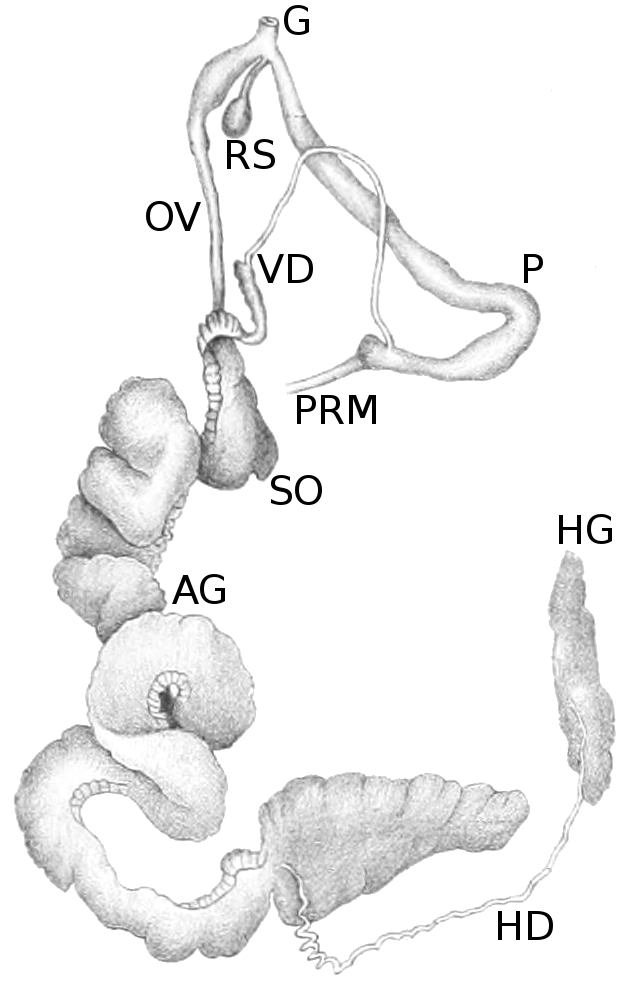
범무늬뾰족민달팽이의 생식계:
HG = 자웅동체선(난정소)
HD = 자웅동체관
AG = 난백샘
SO = 정난관
OV = 난관
VD = 수정관(=정관)
RS = 정자낭
P = 음경
PRM = 음경 견인근
G = 생식공

범무늬뾰족민달팽이의 패각은 퇴화하여 방패 밑, 몸 내부에 있다. 이 내패각의 존재는 플리니우스가 발견하여 알려지게 된 것이다. 껍데기는 고대 시대의 의사들이 탄산칼슘 때문에 사용했다.
방패의 뒷부분 아래에 석회질 패각이 위치하며 살갗으로 인지할 수 있다. 패각의 색은 희끄무레하다. 패각의 모양은 길쭉한 타원형으로 얇고, 위쪽이 약간 볼록하며, 아래쪽이 그에 상응하는 식으로 오목하며, 가장자리는 막질이다. 패각의 각정 또는 핵은 뒷부분의 가장자리에 있지만 왼쪽으로 기울어져 있으며, 패각이 이 민달팽이에 유기적으로 부착되는 골돌기를 형성한다. 패각의 길이는 13mm이고 너비는 7mm이다. 다른 뾰족민달팽이류 종의 패각은 동정 목적에 유용하지 않으므로 도움이 되지 않는다.
- 소화계: 치설의 크기는 62~73/ × 138~157이다.[2] 창자는 여섯 번 꼬여있으며 맹장이 없다.[10] 창자의 여섯 개의 꼬여있는 부분 중 네 개는 간에 끼워져 있고 두 개는 체강에 자유롭게 매달려 있다.[10]

- 신경계: 신경계는 전형적인 신경절로 구성된다. 발신경절은 치설낭 아래에 위치하며 전·후방의 교련으로 연결된다. 복부신경절은 정중선에서 약간 오른쪽에 위치한다. 내장신경절은 혀덮개와 식도 사이의 각을 차지하며, 구강신경절의 경우에는 넓게 분리되어 있지만 신경절 자체만큼이나 두꺼운 교련으로 연결되어 있다.[8]

- 생식계: 자웅동체선(HG)은 길고 크며, 난백샘(AG)의 일부를 통과하는 자웅동체관(HD)으로 정난관(SO)과 연결된다. 정난관은 두껍고 매우 꼬여 있으며, 그보다 더 아래쪽에서 수정관 또는 정관(VD)과 난관(OV)으로 분리된다. 전자는 매우 긴 음경(P)의 위쪽 끝으로 열리며, 이 음경에는 강한 견인근(PRM)이 붙어 있다. 음경의 아래쪽 부분은 생식공에서 난관과 합쳐져 전실이 없다. 정자낭(RS)은 두 관의 접합부 근처의 음경 아래쪽 끝으로 열린다.[10]

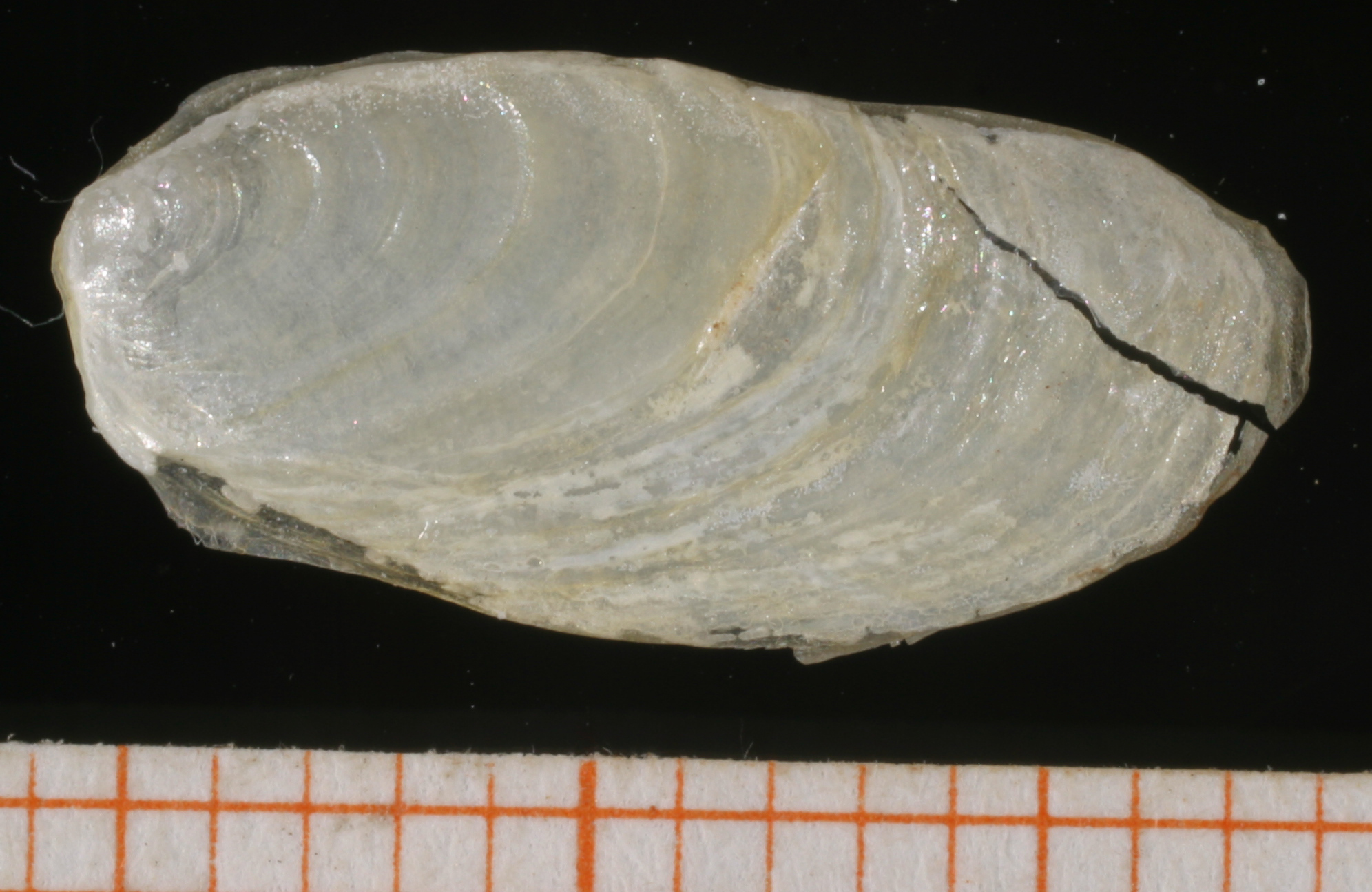
내부 패각의 윗모습으로, 해당 기준자는 mm 단위이다.

## 분포

### 화석 분포
뾰족민달팽이과에 속하는 다른 종들의 내패각은 종 단위로 동정할 수 없다. 따라서 범무늬뾰족민달팽이(및 다른 뾰족민달팽이류 종)의 화석 분포는 알려져 있지 않다. 뾰족민달팽이과의 미확인 석회질 패각이 유럽의 제3기 및 제4기 퇴적물에서 발견된다.

### 고유 분포
이 종은 현재 전 세계적으로 널리 퍼져 있지만, 보통 유럽과 아프리카의 지중해 국가들이 원산지로 간주된다.
- 서유럽:
  - 영국[14] - 범무늬뾰족민달팽이는 1678년 잉글랜드에서 마틴 리스터(Martin Lister)의 『Animalium Angliae Tres Tractatus … Alter de Cochleis tum Terrestribus tum Fluviatilibus』에 처음으로 기술되었다. 범무늬뾰족민달팽이가 잉글랜드에 존재한다는 것은 12년 전 크리스토퍼 메렛(Christopher Merret)의 『Pinax Rerum Naturalium Britannicarum』에서 언급된 바 있다.[8]
  - 아일랜드
  - 베네룩스: 벨기에, 네덜란드,[15] 룩셈부르크
  - 프랑스
  - 독일
  - 이탈리아
  - 스위스
  - 스페인
  - 포르투갈

- 동유럽: 알바니아, 보스니아 헤르체고비나, 불가리아, 크로아티아, 그리스, 세르비아

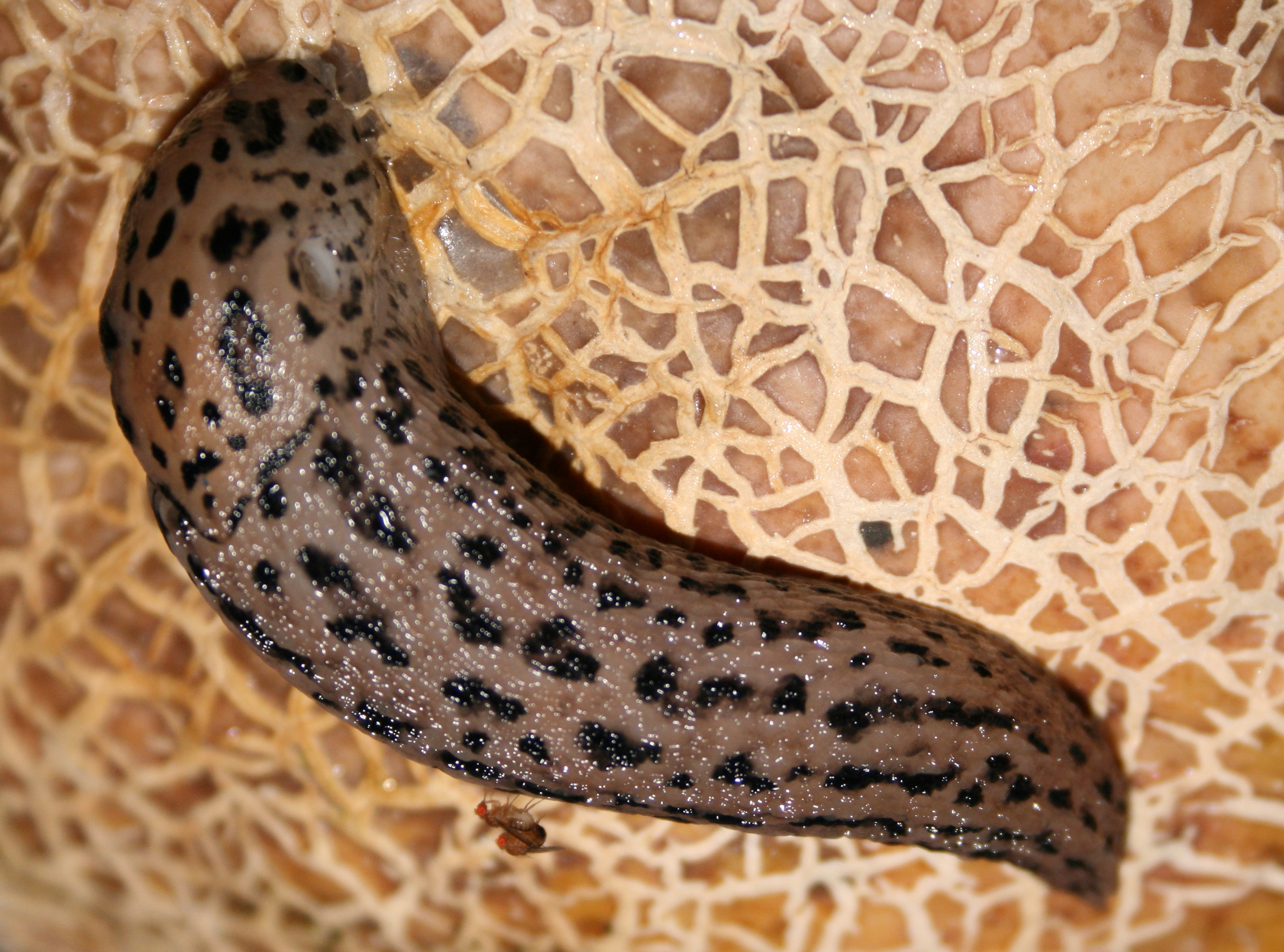
뉴저지주의 퇴비 더미에서

- 아프리카: 이집트, 알제리, 모로코

### 비고유 분포
범무늬뾰족민달팽이의 비고유 분포에는 전 세계의 여러 국가가 포함된다:

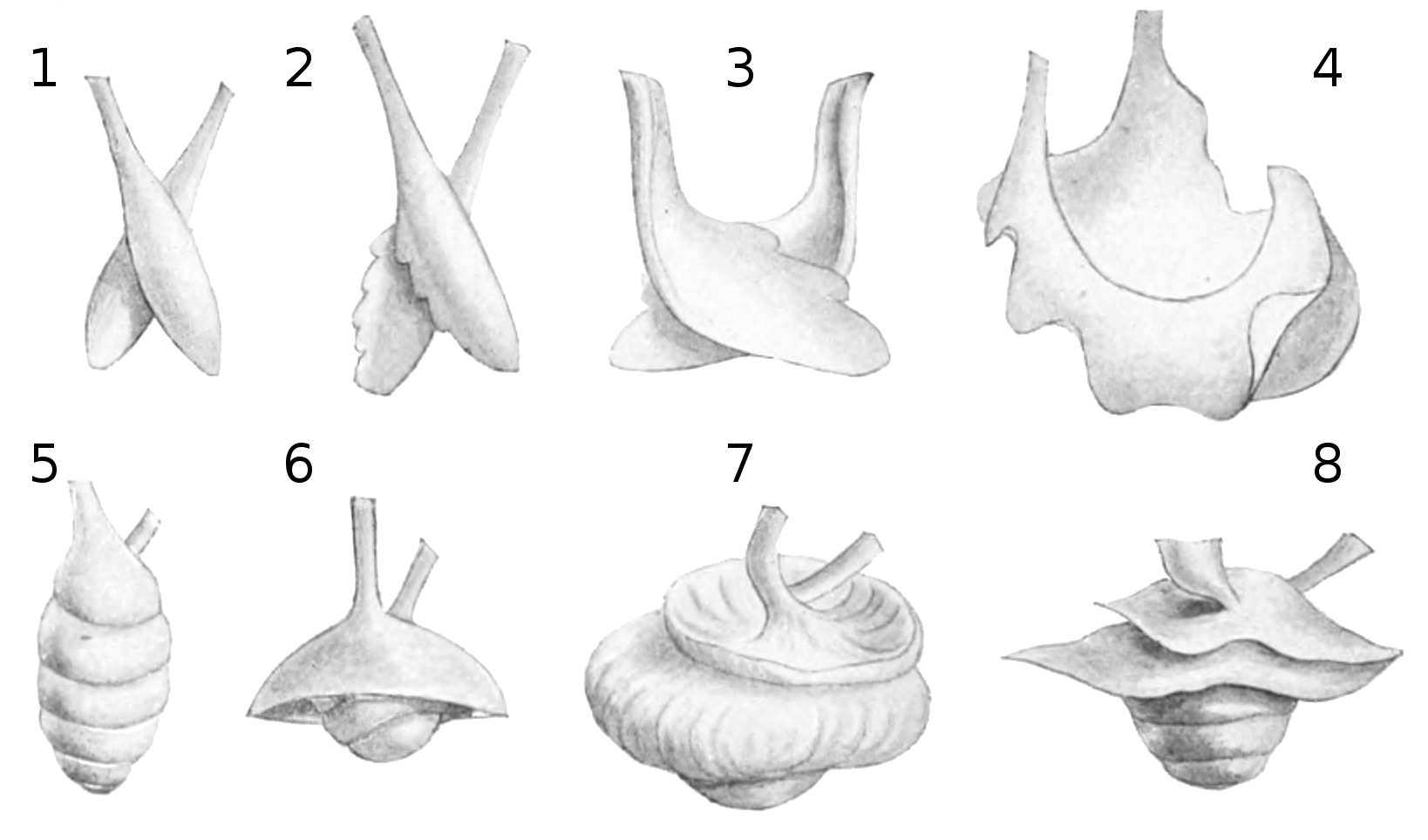
1- 몸에서 돌출된 음경. 2 - 주름이 나타나기 시작. 3 - 주름이 일부분 펼쳐짐. 4 - 주름이 완전히 펼쳐져 꼬이기 직전. 5 - 음경이 단단히 꼬여 소용돌이 모양의 띠를 형성. 6 - 이어지는 우산 형태. 7 - 수평 가장자리가 뒤집힌 우산 형태. 8 - 두 겹의 가장자리가 있는 우산 형태.

- 유럽: 위에 나열되지 않은 나머지 모든 국가.

- 아프리카: 모잠비크, 남아프리카 공화국
- 북아메리카:
  - 캐나다 - 10개 주 중 5개 주에 존재한다.[16]
  - 멕시코
  - 미국 - 50개 주 중 46개 주에 존재한다.

- 남아메리카: 아르헨티나, 칠레, 브라질, 콜롬비아

- 아시아
  - 대한민국 -  2023년 7·8월 경기도 수원시에서 처음으로 서식이 확인되었다.[5]
  - 중국
  - 일본
  - 인도

- 오세아니아: 오스트레일리아, 뉴질랜드

## 습성
범무늬뾰족민달팽이는 야행성으로 밤에 먹이를 찾는다. 활동적이지 않거나 번식력이 왕성하지 않다. 위험을 느끼거나 쉬고 있을 때 이 민달팽이는 단지 머리를 방패 안으로 집어넣을 뿐 몸을 수축시키지 않는다. 자극을 받으면 방패를 펼친다고 한다.
이 종은 귀소 본능이 강하여 밤에 돌아다니거나 먹이를 찾아다닌 후에는 보통 자신이 정착한 특정 틈새로 돌아온다.
범무늬뾰족민달팽이는 연관 학습 중에서도 특히 고전적 조건형성이 가능하다. 이는 혐오 학습 및 다른 종류의 학습이 가능하기 때문이다. 또한, 필수 아미노산 가운데 하나인 메티오닌이 실험적으로 먹이에서 제거되면 영양상 불완전한 먹이의 결함을 감지할 수 있다.

## 생태

### 서식지
이 민달팽이는 거의 항상 사람 거주지 근처에 있는 잔디밭이나 정원, 지하실, 기타 습한 구역에서 발견된다.
이 종은 군집성이 아니다. 정원, 습하고 그늘진 울타리, 숲을 자주 드나들며, 낮에는 돌 밑, 쓰러진 나무 아래 또는 다른 어둡고 습한 곳에 숨는다. 그러나 인간 거주지 근처를 매우 선호하며, 습한 지하실이나 외곽 건물에 쉽게 거주한다.
아일랜드에서는 사람 거주지에 대해서 이러한 선호가 나타나지 않으며, 숲과 기타 유사한 장소에 제한적으로 서식한다. 심지어 해안가의 만조선 거의 안에서도 발견될 수 있다.

### 먹이

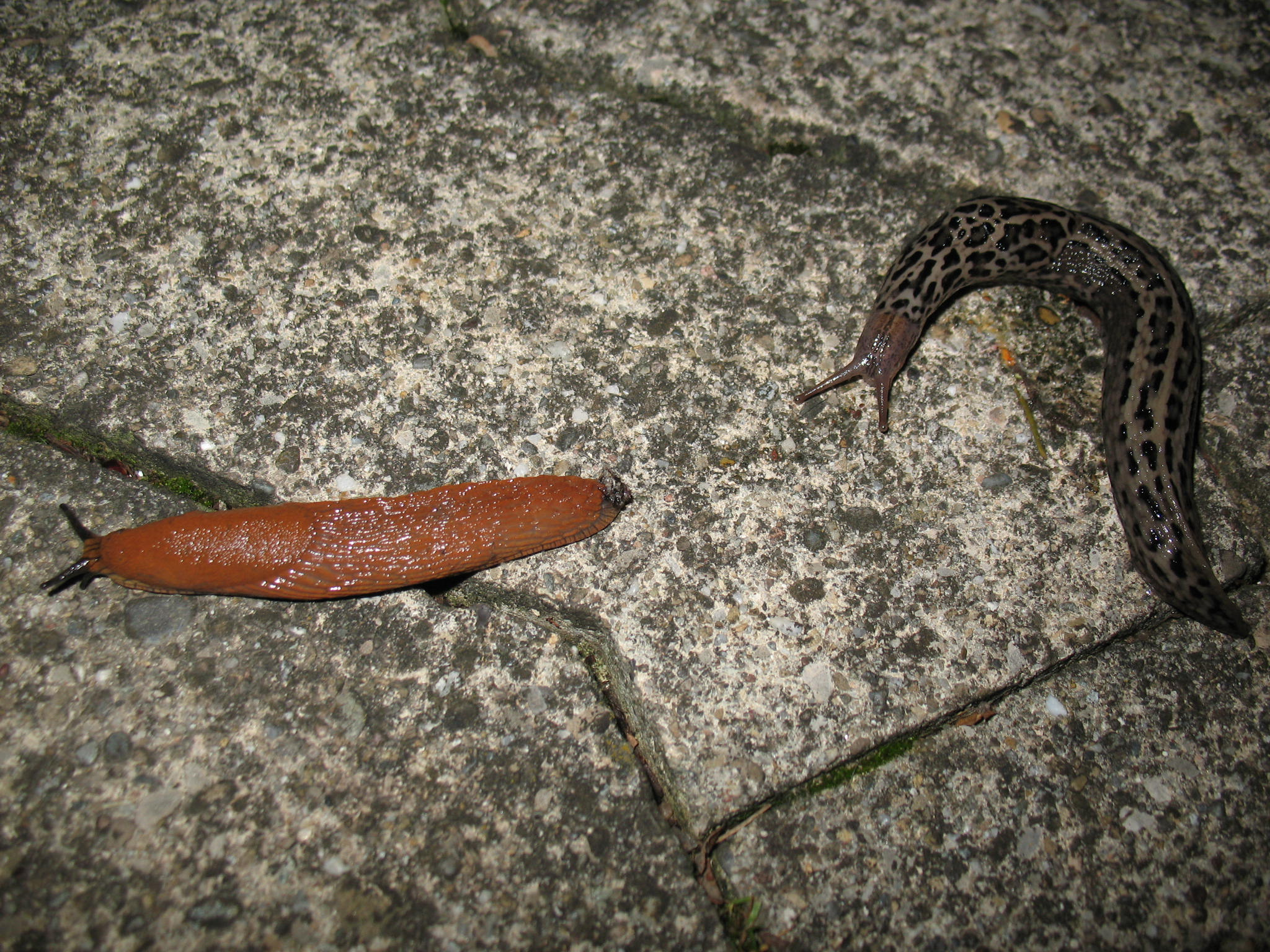
붉은민달팽이 (Arion rufus)를 사냥하는 수원표범무늬민달팽이.

수원표범무늬민달팽이는 잡식성이다. 죽은 식물과 균류를 청소하는 분해자이며, 분당 16cm의 최고 속도로 다른 민달팽이를 추격하는 것으로 알려진 육식 동물이다. 플로리다의 식품농업과학연구소에서는 주요 농업해충으로 분류하고 있다.

### 생활환

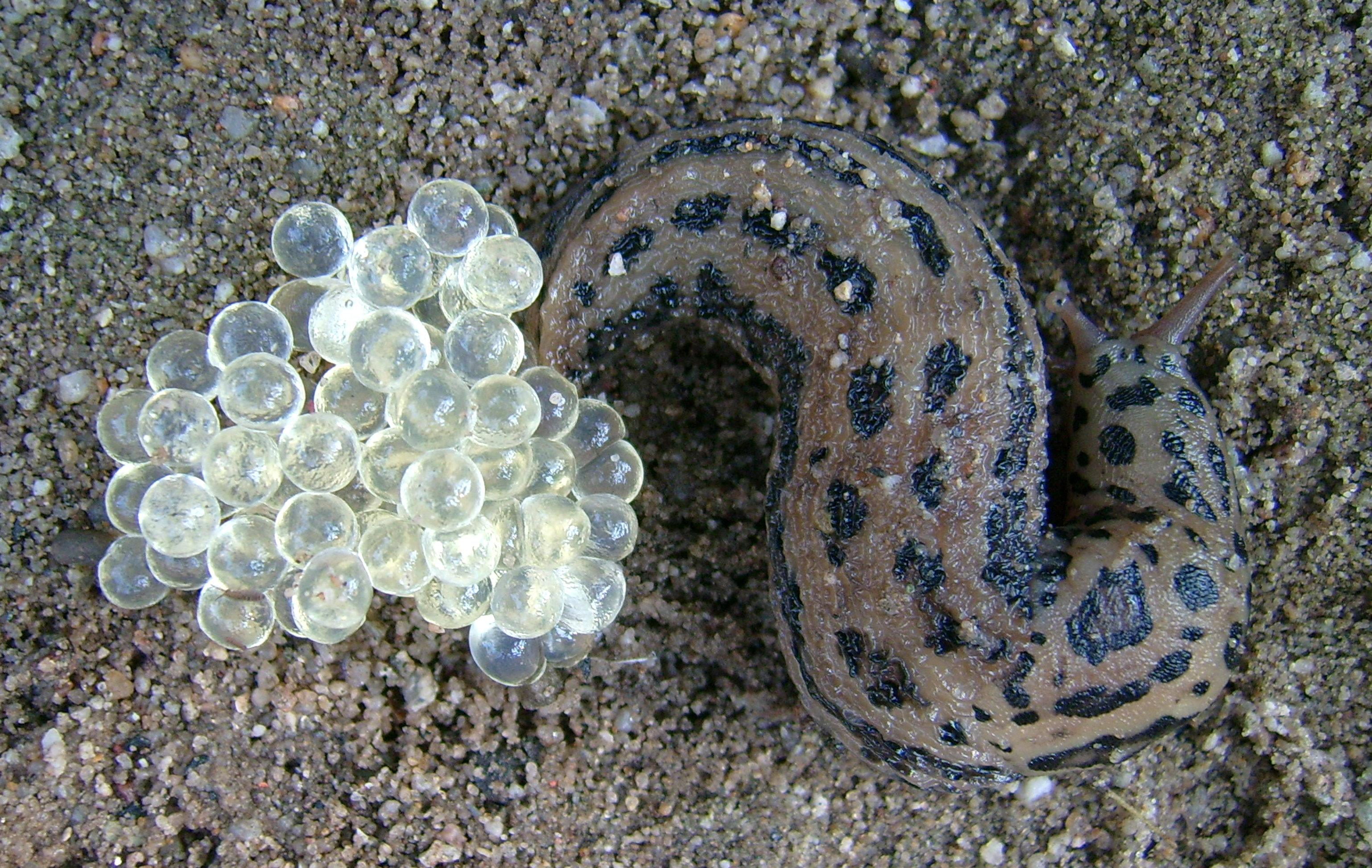
난괴와 함께 있는 모습

알들이 서로 약간 붙어 있는 채 무더기로 낳는다. 알은 투명하고 탄력 있으며 약간 노란색이다. 알의 크기는 6×4.5mm이다. 약 한 달 안에 부화한다.
알에서 부화한 새끼는 성적으로 성숙하는 데 최소 2년이 필요하다.
범무늬뾰족민달팽이의 수명은 2.5~3년이다.

#### 짝짓기
짝짓기 습성은 민달팽이들 중에서는 특이한 것으로 보고 있다. 자웅동체인 민달팽이는 보통 몇 시간 동안 서로를 맴돌고 핥으면서 구애한다. 그 후 민달팽이들은 나무나 다른 높은 곳으로 올라가서, 서로 얽혀 두꺼운 점액 줄에 매달려 내려오고, 생식공 (머리 오른쪽의 구멍)에서 흰색 반투명 교미기를 내놓은 뒤 속을 뒤집은 다음, 이 기관들을 얽히게 하여 서로 정자를 교환한다. 두 개체 모두 나중에 수백 개의 알을 낳는다.

### 기생충
범무늬뾰족민달팽이의 기생충으로는 침샘에 서식하는 선충인 Agfa flexilis, 직장에 서식하는 선충 Angiostoma limacis, 그리고 광동주혈선충(Angiostrongylus costaricensis) 등이 있다.
다른 일부 민달팽이와 마찬가지로, 이 종은 종종 흰색의 기생성 진드기인 Riccardoella limacum에 감염된다. 이 진드기는 몸에 무리를 지어 호흡기로 침입한다.
시궁쥐의 폐에 기생해 수막염을 유발하는 광동주혈선충의 경우 유생 단계에서 민달팽이를 포함한 연체동물의 몸 속에서만 생존할 수 있다. 이 선충은 한때 열대 지역에서만 문제가 되는 것으로 알려져 있었지만, 이후 다른 지역으로 확산되었다. 상추와 같이 제대로 세척되지 않은 채소와 함께 우연히 섞여 들어가 섭취되거나, 제대로 조리되지 않은 민달팽이는 이 기생충의 매개체가 될 수 있다.

## 사진첩

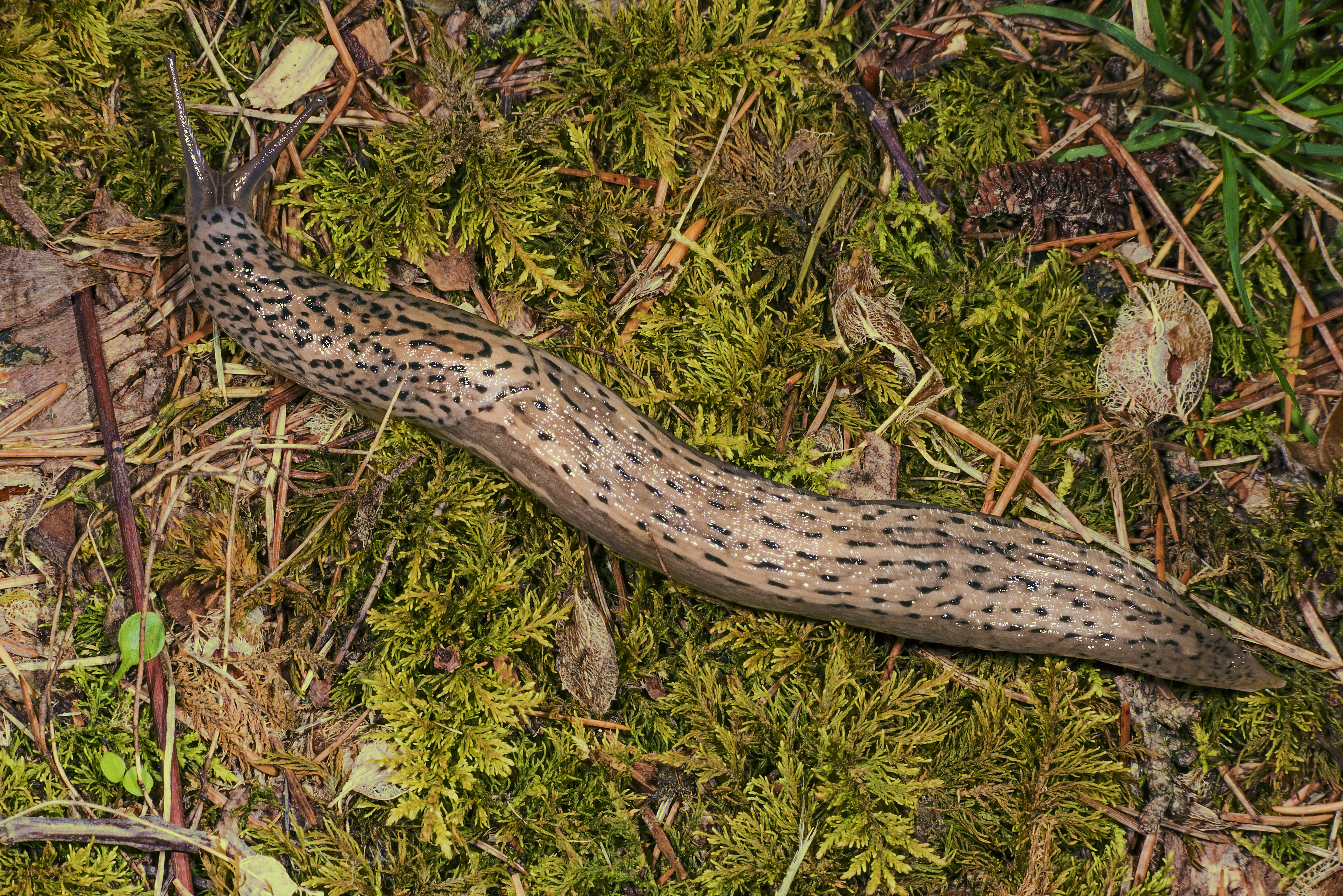
숲 바닥(프랑스)
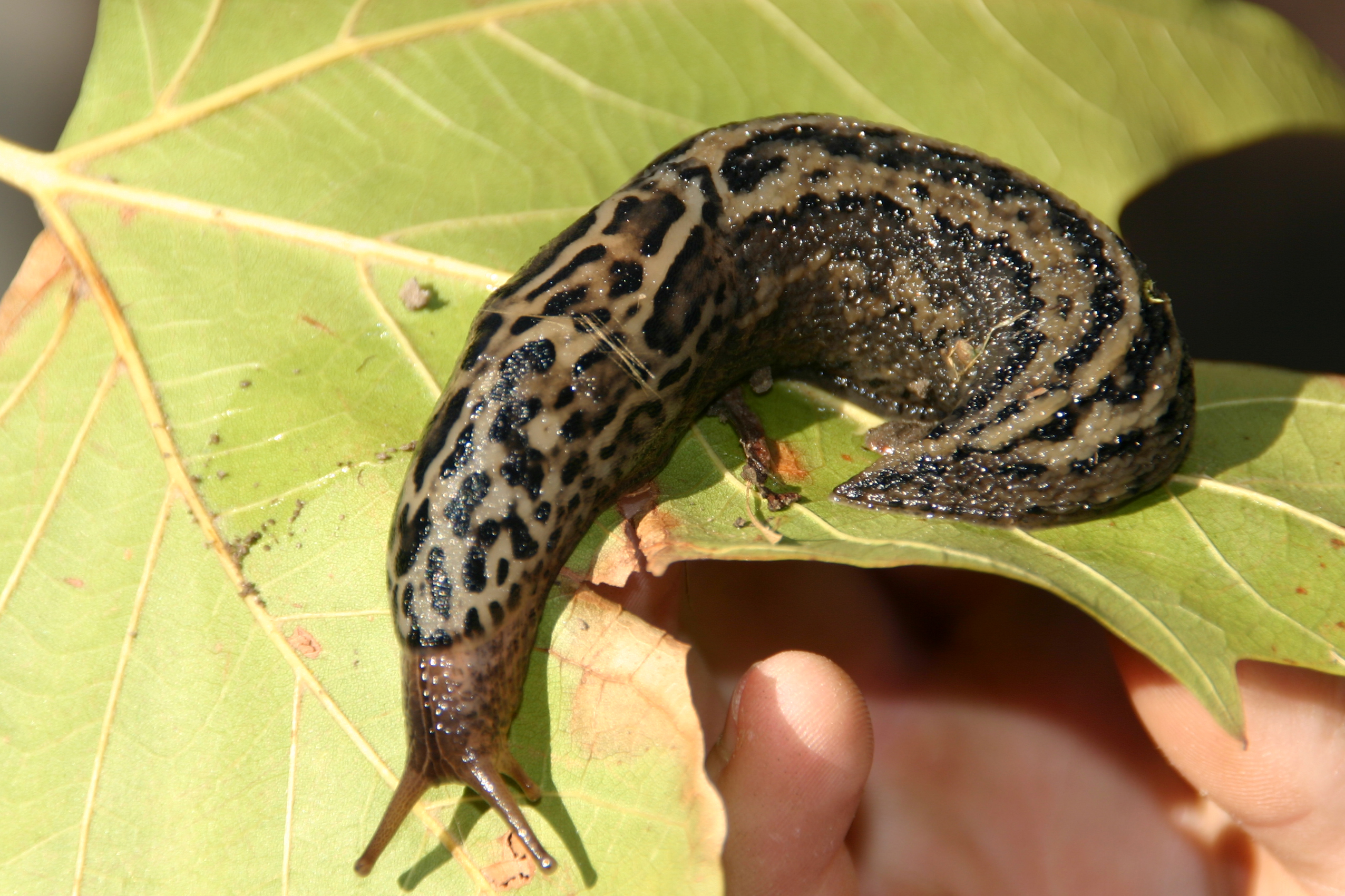
이파리 위(독일)
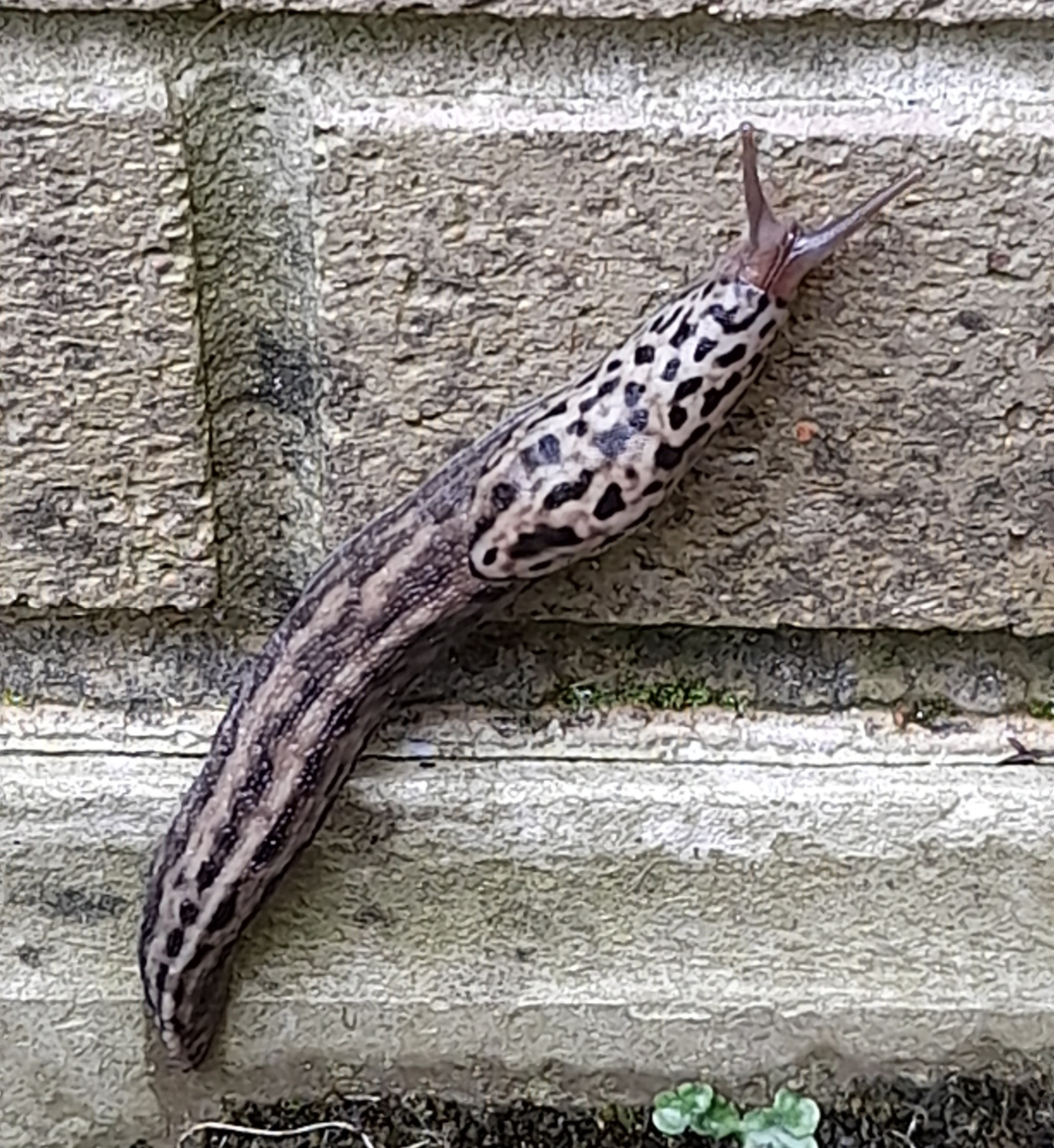
오스트레일리아 캔버라
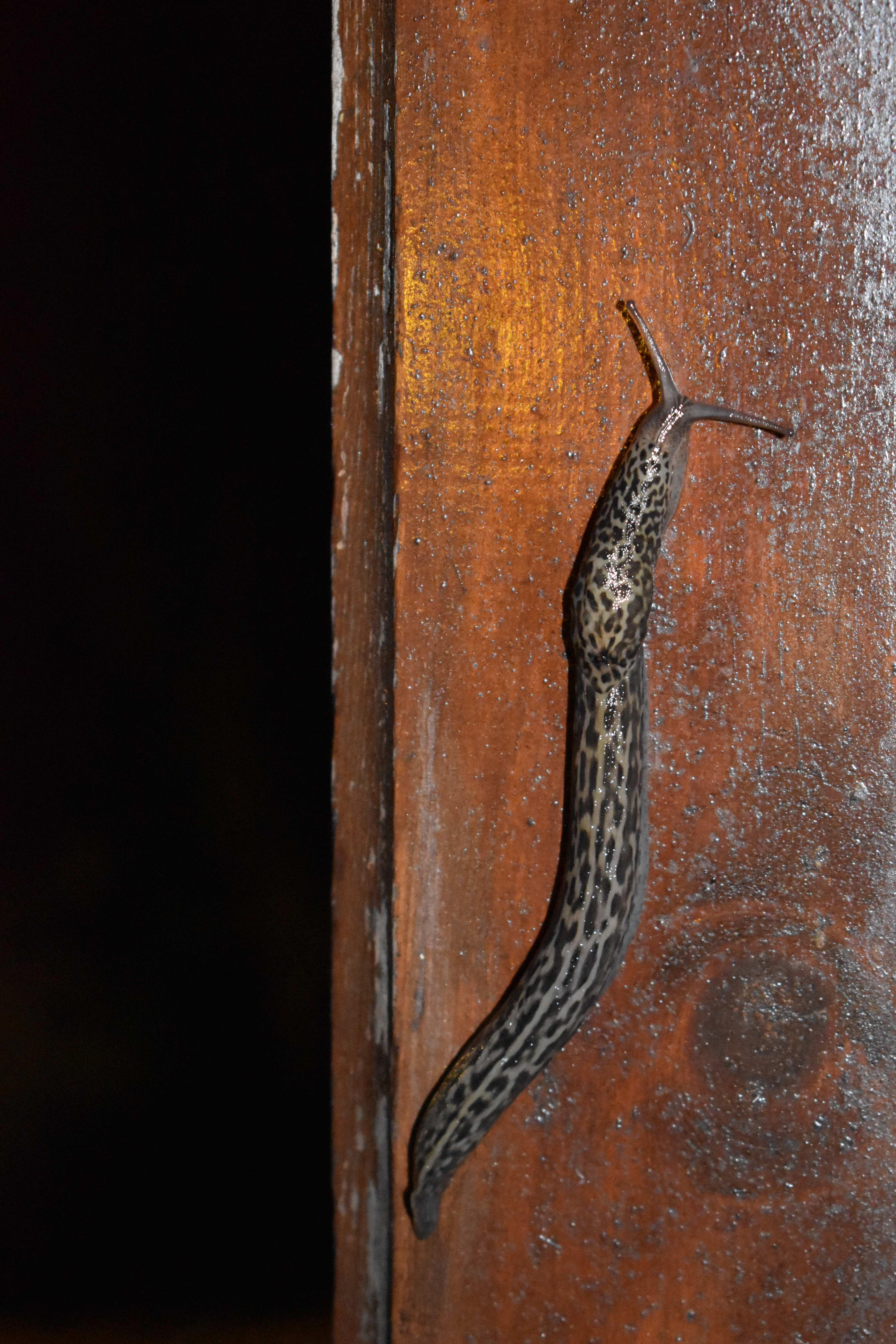
스웨덴 아스페뢰
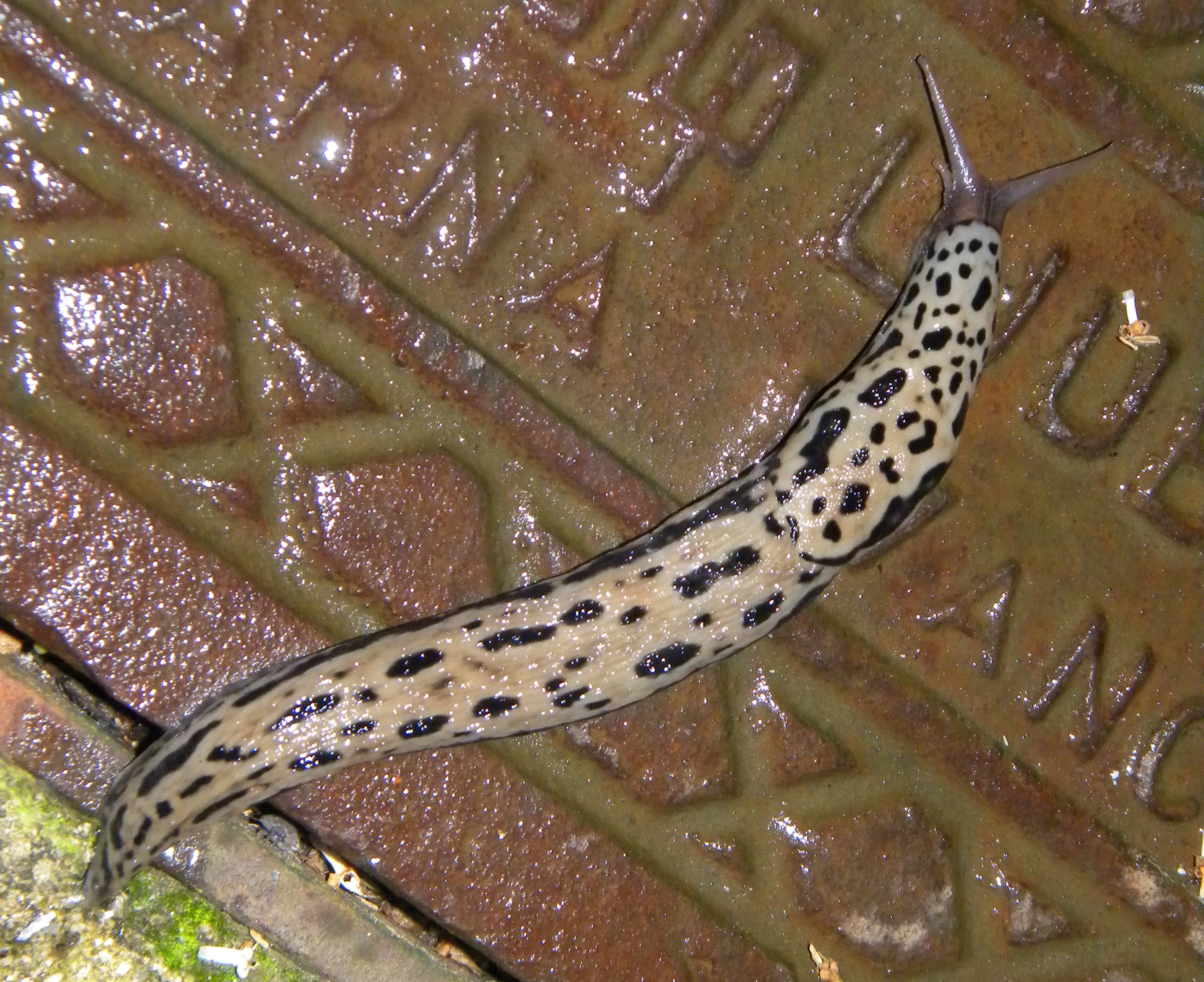
더 밝은 개체
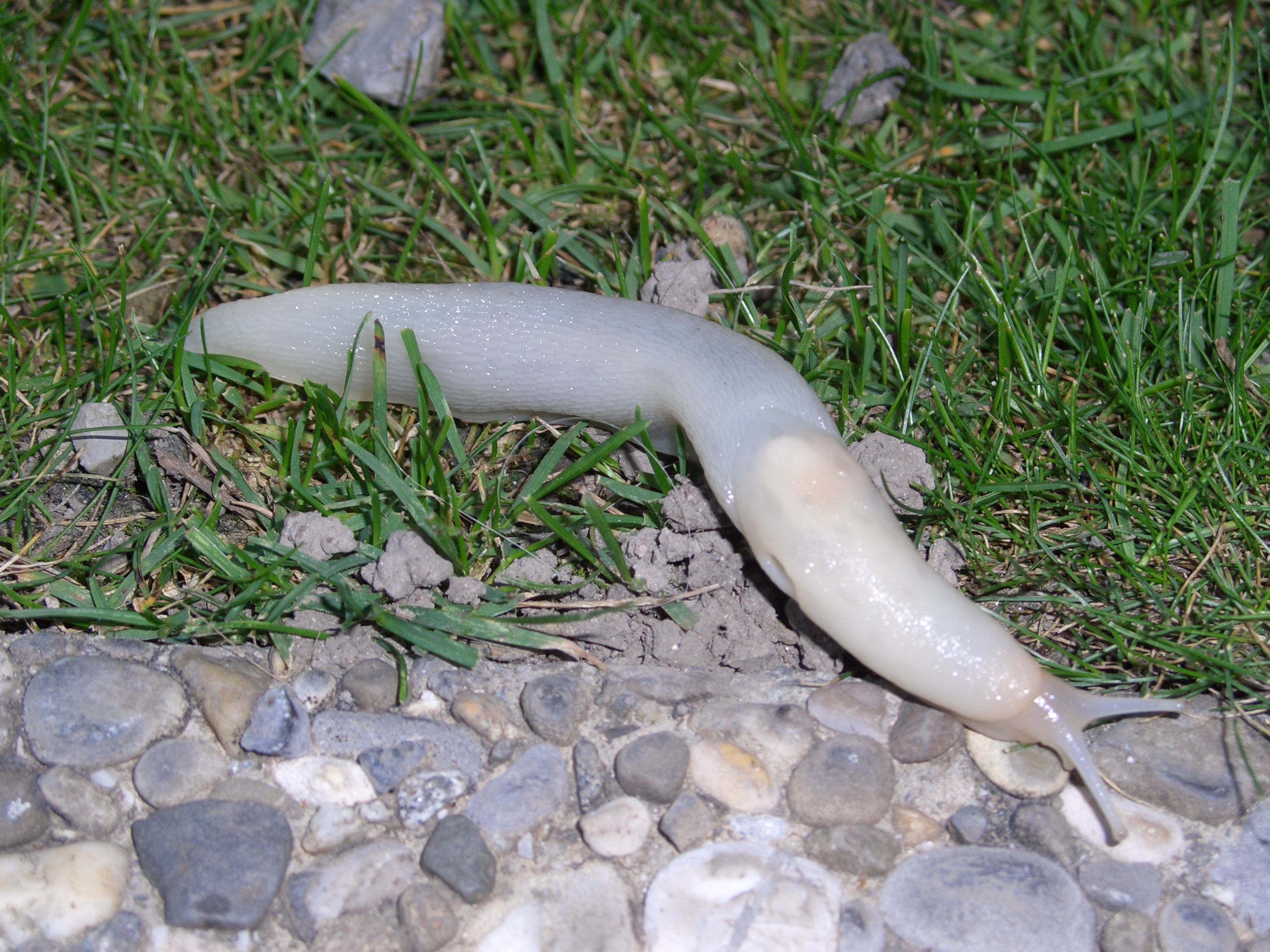
var. candida
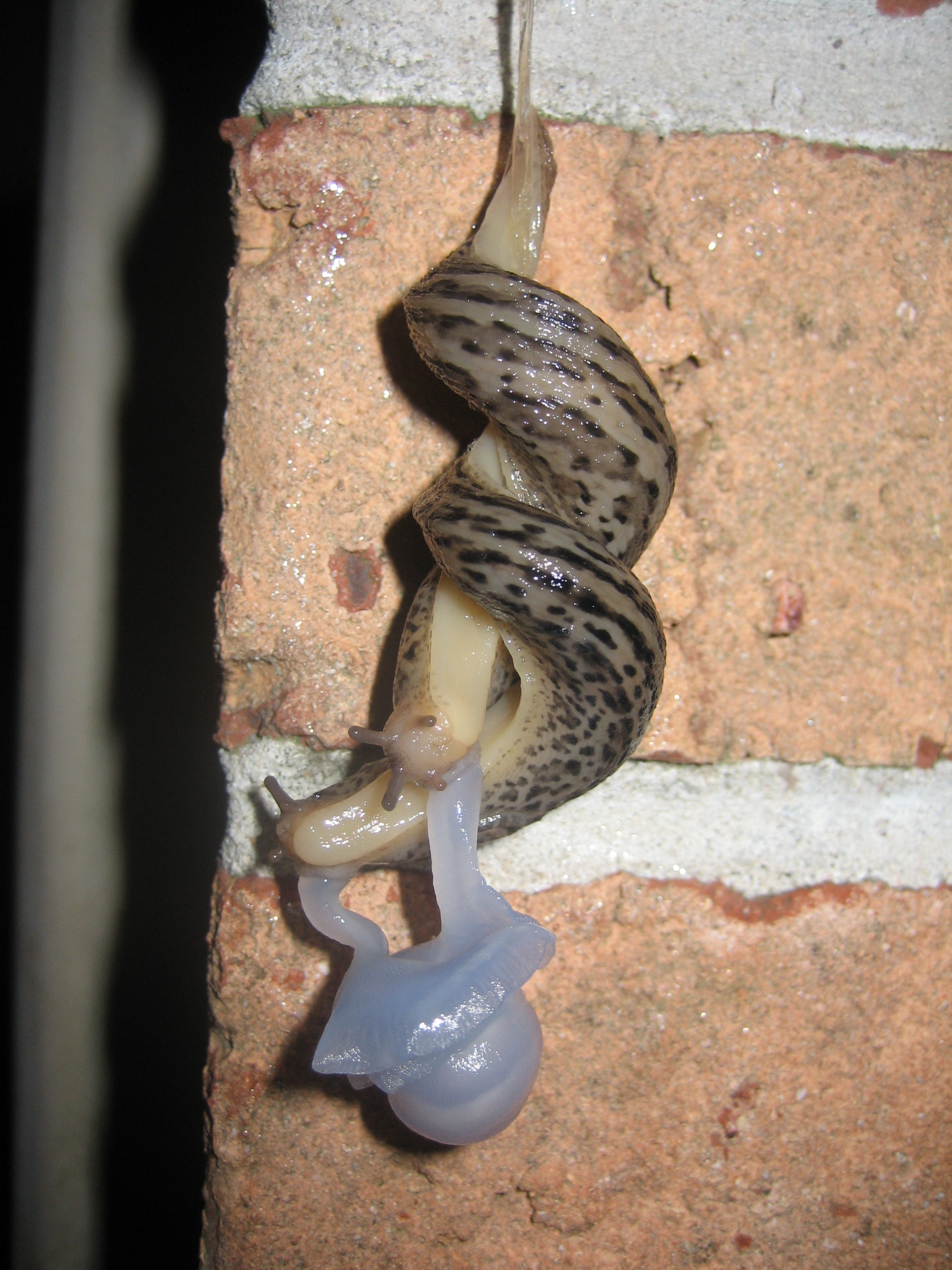
짝짓기를 하는 모습

## 내용주
1. ↑  (라틴어) Linnaeus C. 1758. Systema naturae per regna tria naturae, secundum classes, ordines, genera, species, cum characteribus, differentiis, synonymis, locis. Tomus I. Editio decima, reformata. pp. [1-4], 1-824. Holmiae. (Salvius).
2. 1 2 3  (폴란드어) Wiktor, A. 1989. Limacoidea et Zonitoidea nuda. Slimaki pomrowioksztaltne (Gastropoda: Stylommatophora). Fauna Poloniae 12, Polska Akademia Nauk, Warszawa, 208 pp., 165-168.
3. ↑  Marshall, B. (2014). Limax maximus Linnaeus, 1758. Accessed through: World Register of Marine Species at http://www.marinespecies.org/aphia.php?p=taxdetails&id=819992 on 2014-11-06
4. ↑  Rowson, B. (2017). “Limax maximus”. 《IUCN 적색 목록》 (IUCN) 2017: e.T170900A85577040. doi:10.2305/IUCN.UK.2017-3.RLTS.T170900A85577040.en. 2021년 4월 27일에 확인함.
5. 1 2  송종원; 김예지; 김륜미; 백혜준 (2024). “외래생물 범무늬뾰족민달팽이(Limax maximus)의 국내 정착 및 확산 동향 보고”. 《한국환경생태학회》 38 (6): 591-600. doi:10.13047/KJEE.2024.38.6.591. ISSN 2288-131X.
6. ↑  “details”. 《www.tsusinvasives.org》. 2022년 11월 4일에 확인함.
7. ↑  (독일어) M.P. Kerney, A. D. Cameron, J. H. Jungbluth: Die Landschnecken Nord- und Mitteleuropas. Verlag Paul Parey, Hamburg und Berlin 1983, ISBN 3-490-17918-8, page 183.
8. 1 2 3 4 5 6 7 8 9 10 11 12 13 14 15 16  Taylor, J. W. (7 November) 1902. part 8, pages 1-52. Monograph of the land and freshwater Mollusca of the British Isles. Testacellidae. Limacidae. Arionidae. Taylor Brothers, Leeds. Introduction page XV., pages 34-52.
9. 1 2 3  Tryon G. W. 1885. Manual of Conchology. Second series: Pulmonata Volume 1. Testacellidae, Oleacinidae, Streptaxidae, Helicoidea, Vitrinidae, Limacidae, Arionidae. 364 pp., 60 plates, pages 189-190, plate 46 figure 31-35, 39; plate 49, figure 76.
10. 1 2 3 4 5 6  Scharff R. F. (July) 1891. The slugs of Ireland. The Scientific Transactions of the Royal Dublin Society, volume IV., series II. Dublin, Royal Dublin Society; London, Williams & Norgate. 513-563. Limax maximus on pages page 517-521. plate LVII.
11. ↑  Pini. 1876. Bull. Soc. Mal. Ital. ii., 83. (Limax cornaliae Pini에 대한 설명이 있다.)
12. 1 2 3 4 5 6 7  Jeffreys J. G. 1862. British conchology: or, an account of the Mollusca which now inhabit the British Isles and the surrounding seas. Volume I. Land and freshwater shells. page 137-138.
13. 1 2  Barker, Gary (2015년 3월 8일). “Limax maximus (leopard slug)”. 《CABI Invasive Species Compendium》. Centre for Agriculture and Bioscience International. 2016년 10월 8일에 확인함.
14. ↑  Kerney, M. P. & R.A.D. Cameron, 1979, A Field Guide to the Land Snails of Britain and North-west Europe. Collins, Glasgow.
15. ↑  (네덜란드어) Limax maximus. Stichting ANEMOON, accessed 10 August 2009
16. ↑  “Unwanted slug with an interesting sex life spotted in Comox Valley”. 《CBC News》 (Canadian Broadcasting Corporation). 2015년 9월 15일.
17. ↑  Sahley, Christie; Rudy, Jerry W.; Gelperin, Alan (1981). “An analysis of associative learning in a terrestrial mollusc”. 《Journal of Comparative Physiology》 144 (1): 1–8. doi:10.1007/BF00612791. S2CID 33533146.
18. ↑  Sahley CL, Martin KA, Gelperin A (August 1990). “Analysis of associative learning in the terrestrial mollusc Limax maximus. II. Appetitive learning”. 《Journal of Comparative Physiology A》 167 (3): 339–45. doi:10.1007/bf00192569. PMID 2231476. S2CID 1196224.
19. ↑  Delaney K, Gelperin A (September 1986). “Post-ingestive food-aversion learning to amino acid deficient diets by the terrestrial slug Limax maximus”. 《Journal of Comparative Physiology A》 159 (3): 281–95. doi:10.1007/BF00603975. PMID 3772825. S2CID 3117184.
20. ↑  Sandelin, Rob (2007–2011). “Snails and Slugs of the Pacific Lowlands”. 《A Field Guide to the Lowland Northwest》. Sky Valley Environments.
21. ↑  Stange, Lionel A.; Deisler, Jane E.; Fasulo, Thomas (June 2009), “Slugs (of Florida) (Gastropoda: Pulmonata) / EENY-087”, 《Featured Creatures》 (Entomology and Nematology Department, Florida Cooperative Extension Service, Institute of Food and Agricultural Sciences, University of Florida)
22. ↑  Heller, J. Life History Strategies. In: Barker, G. M. (ed.): The Biology of Terrestrial Molluscs. CABI Publishing, Oxon, UK. 2001. ISBN 0-85199-318-4. 1-146, cited page: 428.
23. ↑  (독일어) Frömming, E. Biologie der Mitteleuropäischen Landgastropoden. Duncker & Humblot, Berlin. 1954.
24. ↑  Fox, Richard (2006년 7월 3일). “Limax maximus: Great Slug, with notes on Arion ater and Ariolimax columbianus”. 《Invertebrate Anatomy OnLine》. Lander University.
25. ↑  Limax maximus  보관됨 2009-08-19 - 웨이백 머신. UF / IFAS Featured Creatures Web site, publication date: June 1999, latest revision: May 2009. accessed 1 August 2009.
26. ↑  Teixeira CG, Thiengo SC, Thome JW, Medeiros AB, Camillo-Coura L, Agostini AA (1993). 《On the diversity of mollusc intermediate hosts of Angiostrongylus costaricensis Morera & Cespedes, 1971 in southern Brazil》. 《Memórias do Instituto Oswaldo Cruz》 88. 487–9쪽. doi:10.1590/S0074-02761993000300020. PMID 8107609.
27. ↑  Sanjaya N. Senanayake, Don S. Pryor, John Walker & Pam Konecny 2003. First report of human angiostrongyliasis acquired in Sydney. The Medical Journal of Australia, 179 (8): 430-31.
28. ↑  Salleh, A. (2003년 10월 20일). “Man's brain infected by eating slugs”. 《The Lab: News in Science》. ABC.

## 더 읽어보기
- Gelperin A (March 1974). “Olfactory Basis of Homing Behavior in the Giant Garden Slug, Limax maximus”. 《Proceedings of the National Academy of Sciences of the United States of America》 71 (3): 966–70. Bibcode:1974PNAS...71..966G. doi:10.1073/pnas.71.3.966. PMC 388138. PMID 16592149.
- Wieland SJ, Gelperin A (September 1983). “Dopamine elicits feeding motor program in Limax maximus”. 《The Journal of Neuroscience》 3 (9): 1735–45. doi:10.1523/JNEUROSCI.03-09-01735.1983. PMC 6564474. PMID 6886743.